# Ildstøttefly
Ildstøttefly (engelsk: gunship, "kanonbåd") er fly der anvendes til taktisk flystøtte; CAS (close air support) og i mindre grad BAI (battlefield air interdiction). Modsat jagerbombere kræver indsættelsen af ildstøttefly, at man har luftoverlegenhed.
Ombyggede transportfly som AC-130 Spectre har indbygget lateralt skyts, så et cirklende fly hele tiden har målet i sigte.
COIN-fly (COunter-INsurgency) er ombyggede skolefly, eller specialbyggede fly, der typisk anvendes mod oprørsbevægelser. Disse ildstøttefly er en- eller tosædede og er oftest bevæbnede med maskingeværer og småkalibrede raketter.